# 澎湖海洋地質公園中心
澎湖海洋地質公園中心（英語：Penghu Marine Geopark Center），是位於臺灣澎湖縣的地質類博物馆，隸屬澎湖縣政府，於2009年4月16日開幕，4月30日正式啟用。 23°33′59″N 119°34′45″E / 23.566413°N 119.579059°E

## 沿革
2001年，中華民國行政院農委會林務局響應聯合國教科文組織（UNESCO）保護地球特殊地質景觀的方案，陸陸續續在台灣各地設立「地質中心」。
而澎湖列島形成於1800萬至800萬年前，由海底裂隙湧出地表熔岩冷卻成玄武岩構成。澎湖玄武岩種類與形狀繁多，諸如垂直狀、傾斜狀、放射狀、倒伏狀等特殊地景，不少岩壁經長時間曝露已呈洋蔥狀風化，又成多孔狀玄武岩，從中所含的文石更成為珍貴的印章素材。
故澎湖縣政府針對澎湖列島引以為特色的玄武岩地質，規劃結合自然景觀及周遭居民生活的人文脈絡，落實保育環境兼促進地方繁榮的政策，整合歷年成果，參考他國如日本、香港等地質公園的作法，此為設立「澎湖國家海洋地質公園」之契機。
2009年4月16日，澎湖海洋地質公園開幕，並於16日與17日間，行政院農委會林務局委託台灣師範大學辦理地質公園推動及與人才養成課程，期許發揚澎湖在國際上特殊的地景資源。

## 展場
澎湖海洋地質公園中心展場設置於地下一樓，建築外觀有仿澎湖古厝、咾咕石意象的風格，搭配漂流木做景觀營造，入口處即是高度達十公尺的玄武岩景帷幕。
地下一樓的展區雖然不大，但主題豐富，共有澎湖群島、台灣和世界各地地質博物館介紹，分為十五個主題，諸如「澎湖玄武岩展示」、「澎湖特色景觀」、「玄武岩介紹」、「澎湖地質年代表」、「澎湖六大地質公園」、「澎湖的自然及海鳥保護區」、「七美史前石器工廠」、「世界共同的資產」等等，另設有階梯式視聽室播放詳細的影片介紹。

## 參觀資訊
澎湖海洋地質公園中心開放時間是每日上午八點至十二點及下午一點至五點，除夕休館。參觀中心可免費入場，而館內亦有設置電梯與無障礙上下坡道。

## 圖輯

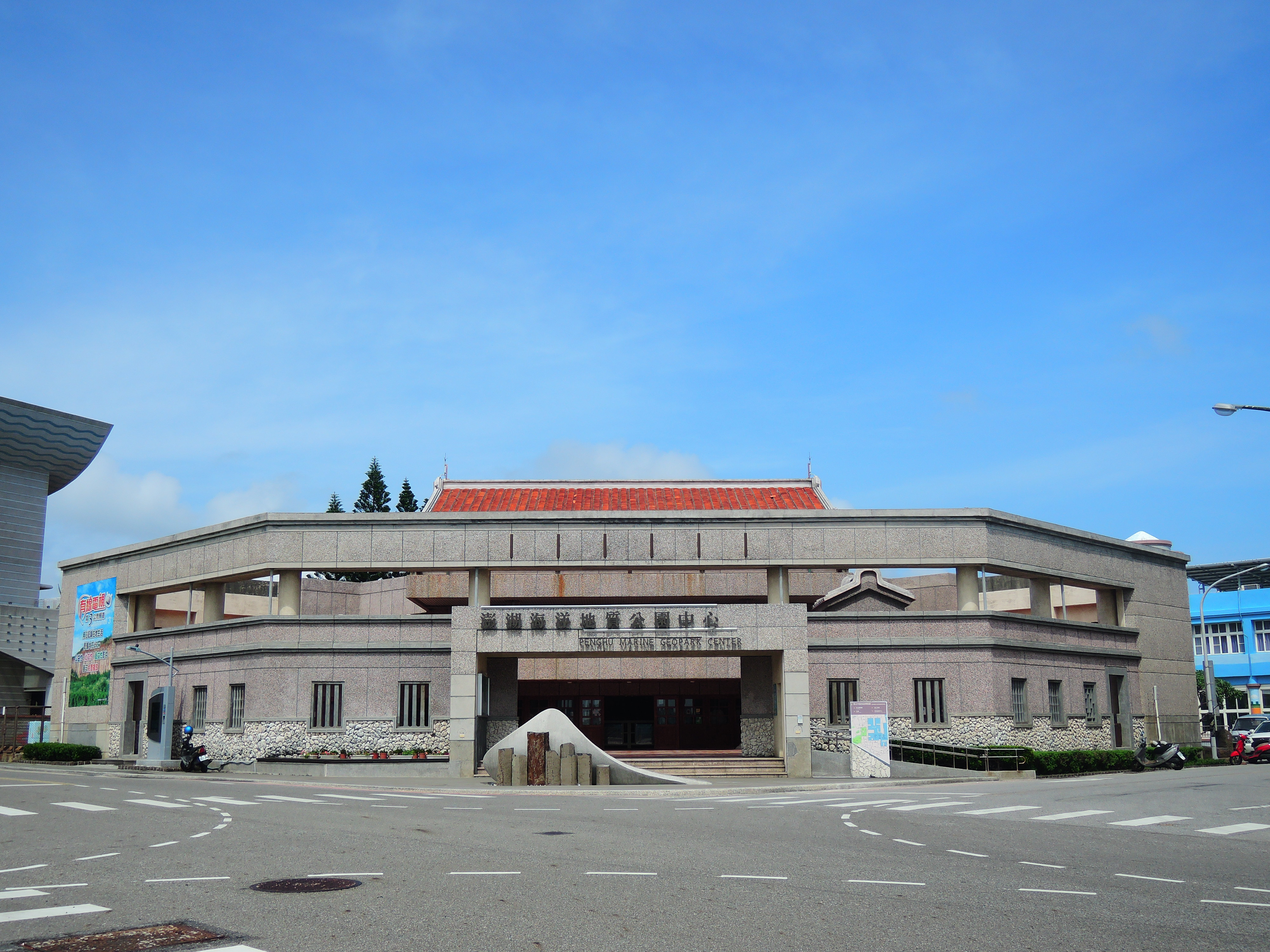
建築外觀
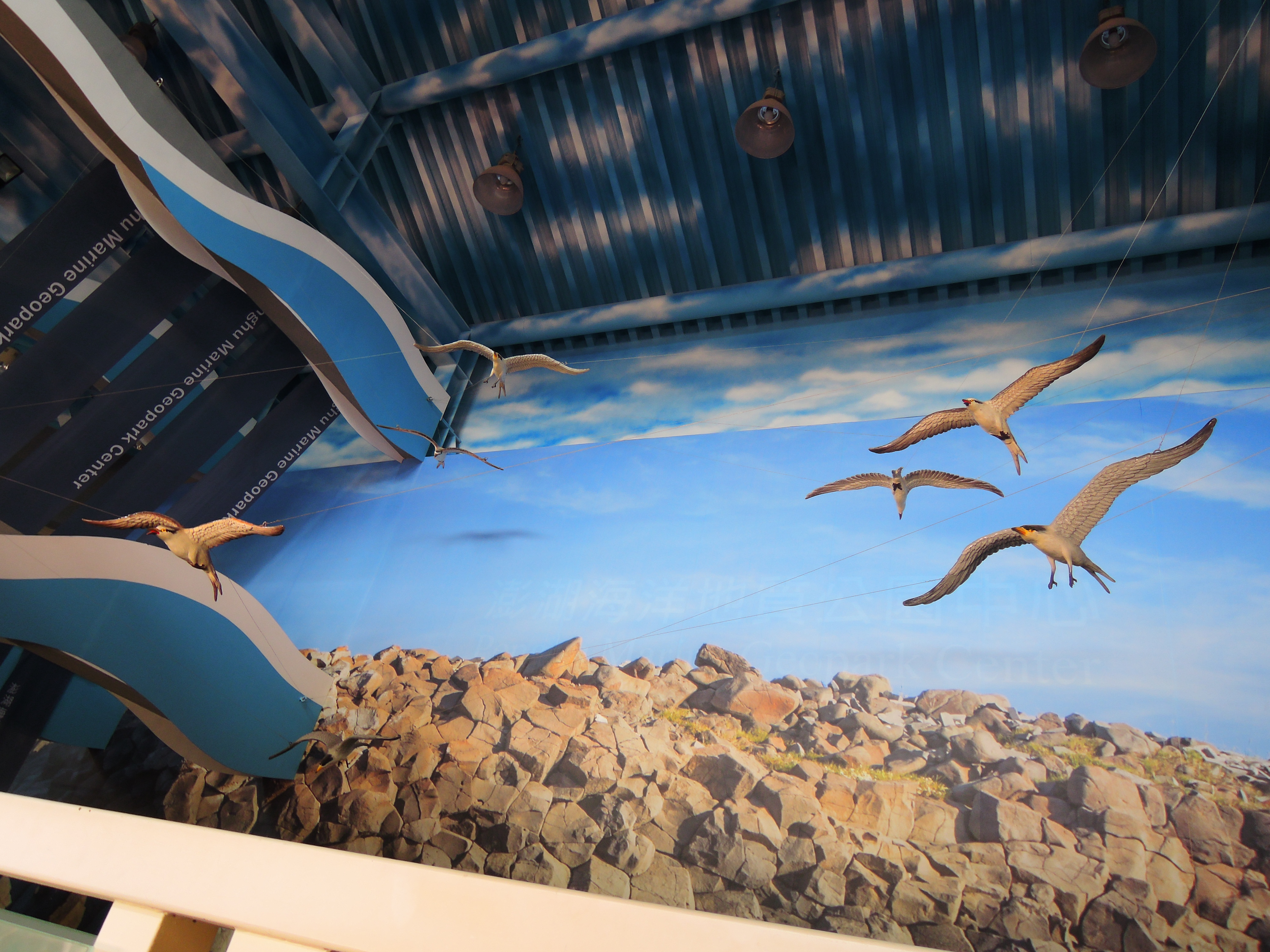
入口帷幕
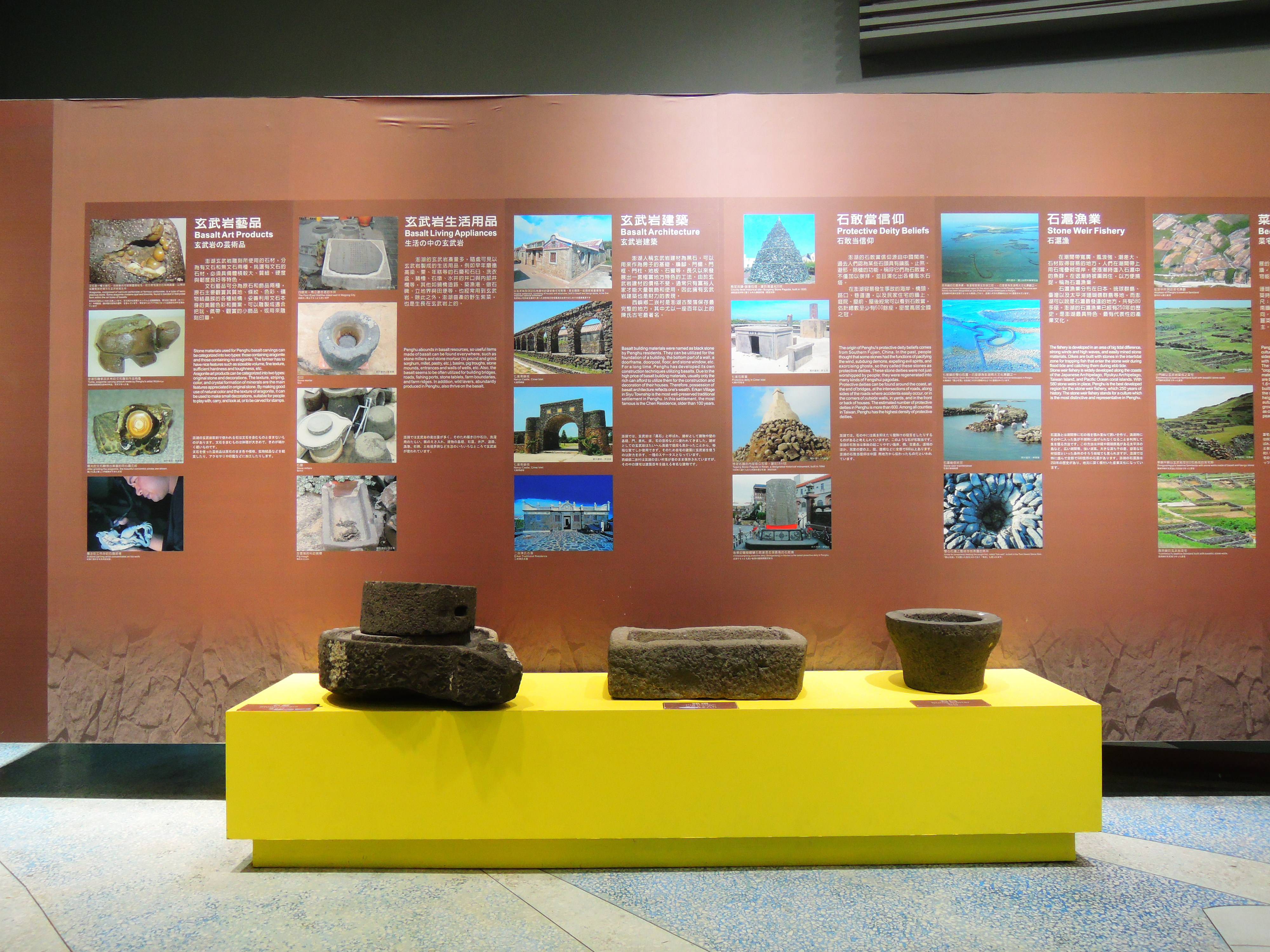
石器展示
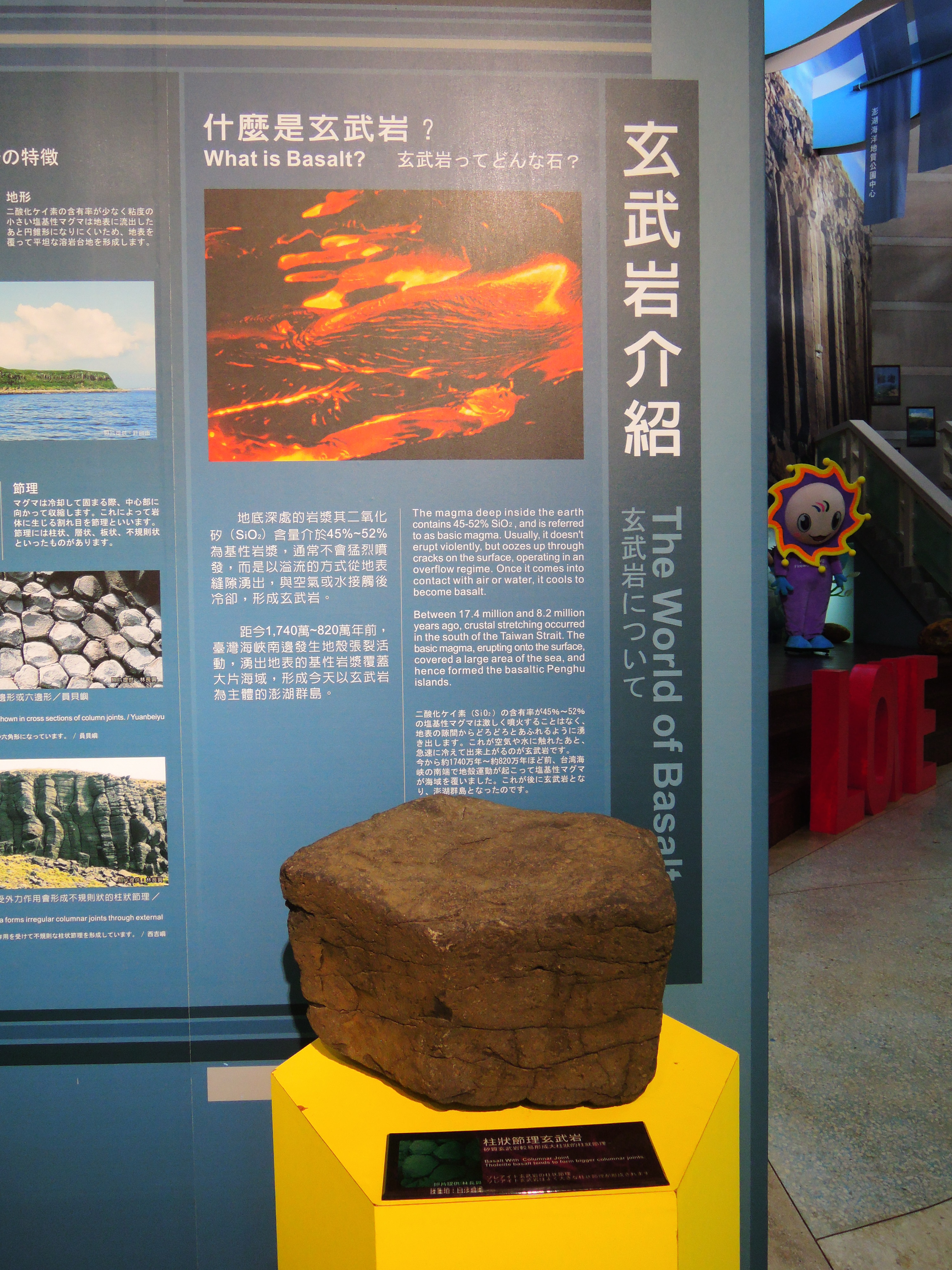
玄武岩介紹
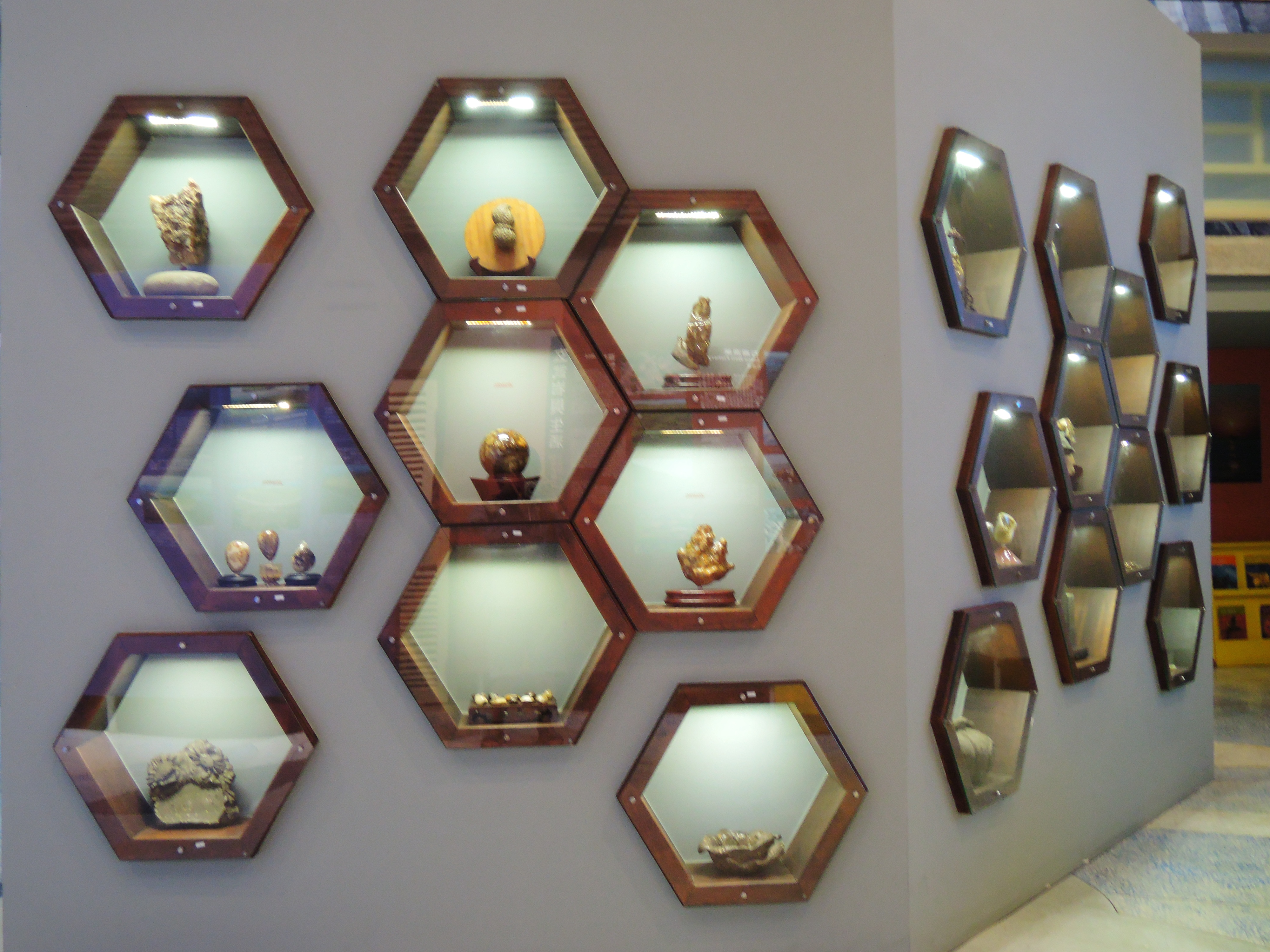
石器工藝展示
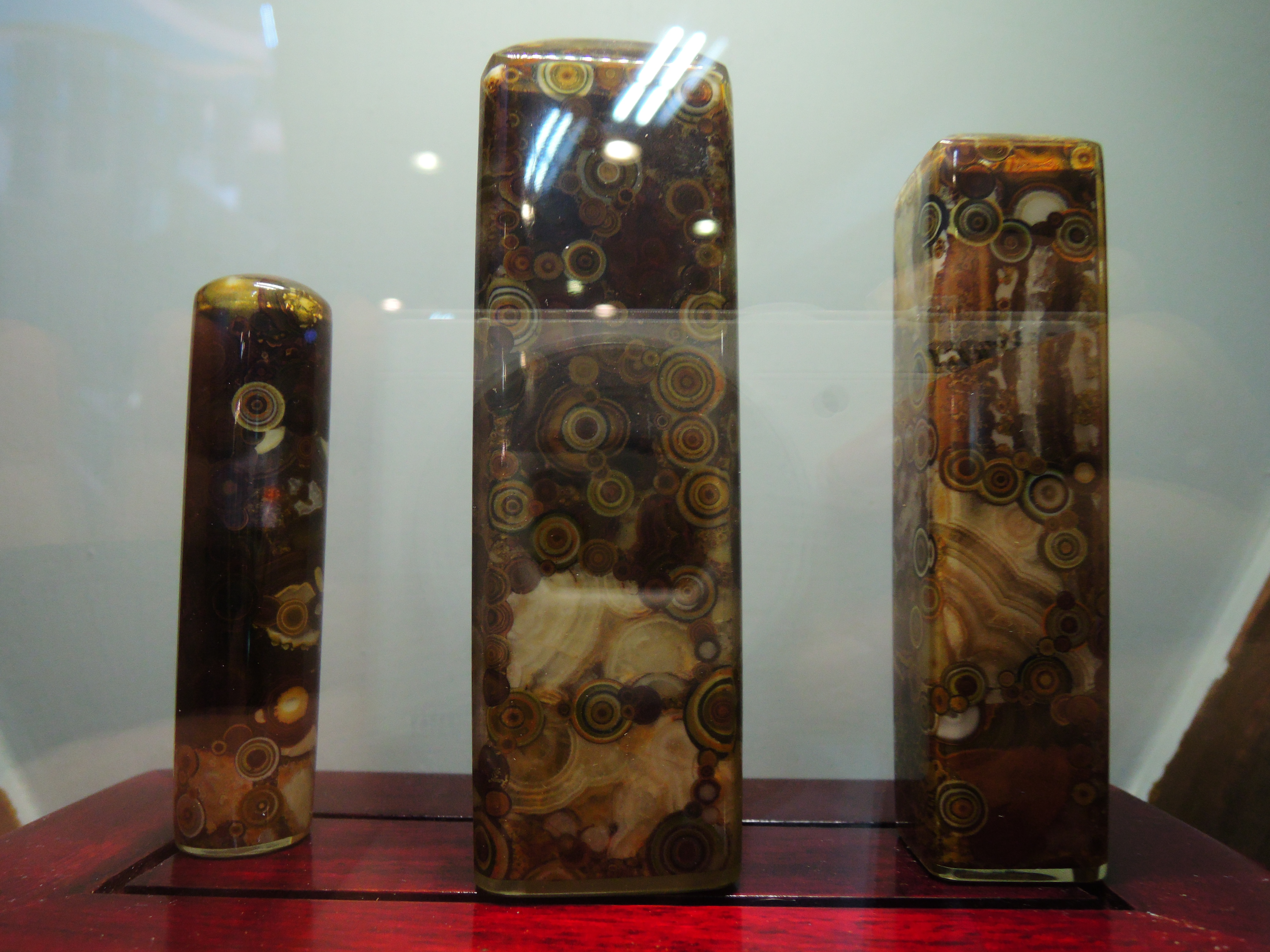
澎湖文石印章
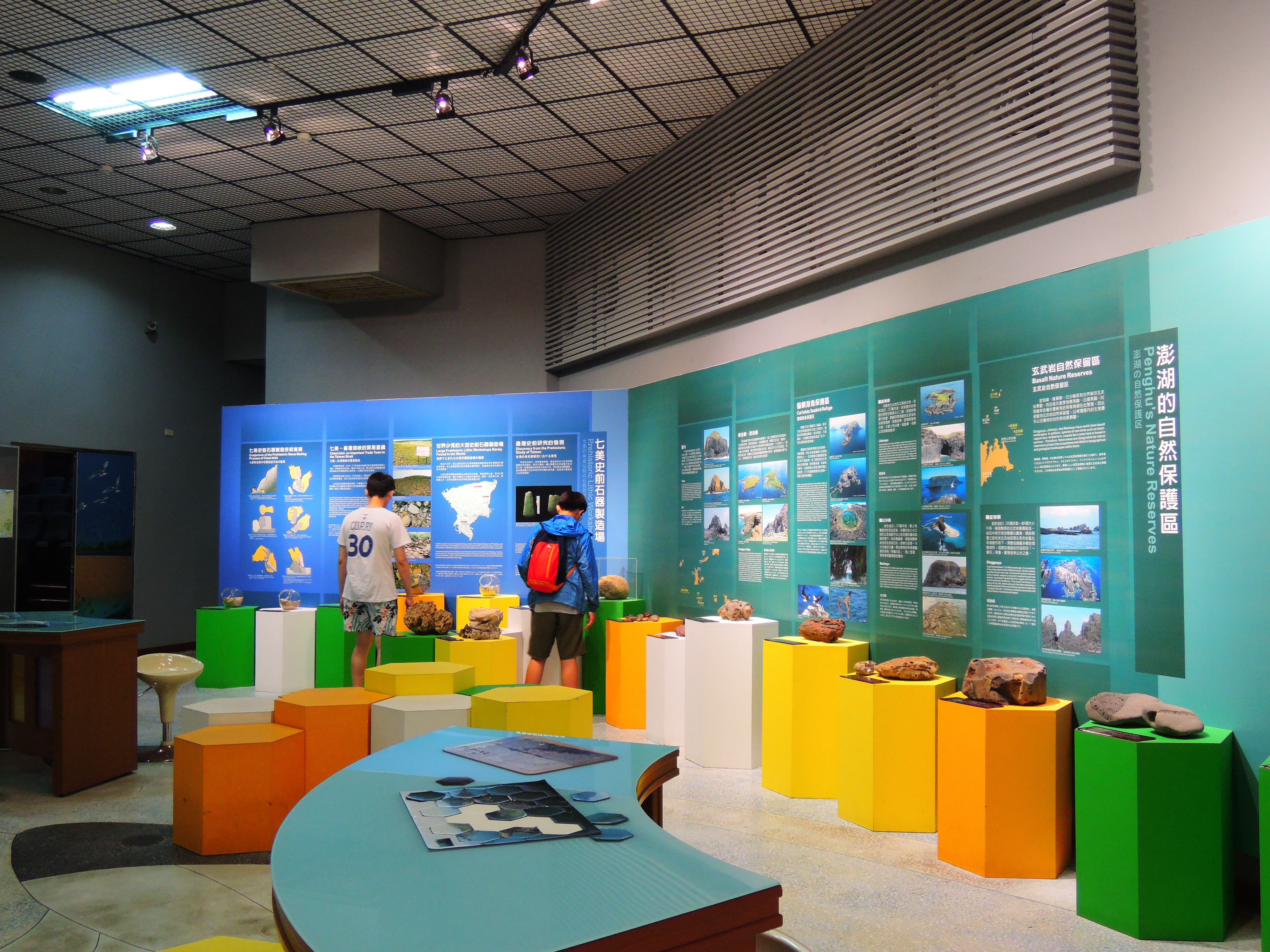
內部展示區

## 園內介紹與新增VR體驗
- 海洋地質公園中心體驗VR翱翔海灣，澎湖地質玄武岩知識性豐富 （页面存档备份，存于）